# オーバークロック
オーバークロック (英語: Overclocking) とは、クロック同期設計の機器の動作クロックの周波数を定格の最高を上回る周波数にすること。主にパーソナルコンピュータで行われる。ここではそれについて説明する。
消費電力や発熱の増加、信頼性・安定性の低下のリスクがあるが、それでもより高い処理能力を得るために行われる。

## 概要
主として、リスクを自己責任として処理できる、個人のパーソナルコンピュータで行われる。また、これを好んで行う人のことをオーバークロッカーと呼ぶ。オーバークロックは、かなりのリスクを伴うので、十分に知識のないまま行うのはとても危険である。但し近年は「ターボブースト」のように、プロセッサに自己診断機能を付けるなどの保護策を講じた上で、公認機能として存在するものもある。
Intel486以降のx86アーキテクチャCPUでは、動作クロックはベースクロックとクロック倍率の積として設定でき、汎用的なマザーボードでは多種多様なCPUの品種に対応できるよう、あらかじめ二つの値を何らかの方法で変更できる機能が備わっている。この二つの要素を定格以上の組み合わせに設定することで過大なクロック周波数をCPUに与えることができる。
オーバークロックは、「クロックアップ」「ブースト」と呼ばれることもある。前者は和製英語の一つであり語句の意味としてはオーバークロックと全く同じである。後者はオーバークロックも含む、システムに過負荷をかけて高性能を得る行為全体を指す、広義の語句である。反対の概念はアンダークロックである。
定格とは違う速度で動作させることは、CPU自体にとどまらず（特にベースクロックを上げる場合）マザーボードやメインメモリなどにも負担がかかり、機器の破損等のリスクがある。万一それによって機器が故障しても保証の対象外とする店舗やメーカーが多いため、実行する場合はそれを承知の上で行うものである。またオーバークロックには後述するようなリスクがあるため、自作パソコンのユーザー（ファン、マニア）が全てオーバークロックを肯定的に受け止めているわけではない。

## 原理
下記の原理に基づいてCPUの定格値を越えるクロックで動作させる。
半導体製品のマージンを見込む。
CPUやメモリ等は工業製品であり、出荷した全ての製品が最悪の条件の下で所定の性能（定格）を発揮できるよう、ある程度の余裕（マージン）をもたせて製造されている。このマージンを期待し、定格以上のクロックを加えて動作させる。
最良の動作条件を整える。
半導体製品は仕様で定められた動作条件の範囲において、温度が最高で、かつ電源電圧が最低の時でも、定格通りの性能を発揮する様に製造・選別されており、より低温、高い電源電圧であれば、マージンが広がる。そのマージン部分を使ってクロックを定格以上に上げる。
商品が潜在的に持つマージンを抽き出す。
半導体製品は同一規格の製品でも個々に特性が異なり、選別の過程を経て商品のランク（動作スピード）ごとに分けて出荷される。低ランクの商品の需要が急増した場合には、高い性能を持つ商品が、低ランクの性能試験のみを課されて低ランクの商品として出荷される事がある。この様な商品を選んで、低ランクの定格に定められた仕様以上の高クロックを与える。商品の特性はロット単位でばらつきがあり、特定ロットの商品がオーバークロックしやすい(マージンが大きい)と評判になれば、それを指定して購入する事も行われる（歩留まりの項目も参照のこと）。
CMOS半導体のスイッチング速度を向上させる（高電源電圧）
CMOS半導体は、加える電源電圧が高いほどスイッチング速度が向上するという特性を持つ（「カツ入れ」を参照）。この特性を利用して定格以上の高電圧を印加することで、前述のマージン以上のクロックで動作させることが可能となる。ただし、スイッチング速度の向上と引き換えに消費電力が増大し、半導体素子の温度が急上昇するので、更に強力な冷却が必要となる。また、加速劣化試験を実施しているのと変わらない状況であるので半導体の寿命が短くなる。
CMOS半導体のスイッチング速度を向上させる（低温）
同じくCMOS半導体は、低温において動作速度が速くなる。そのため、大掛かりな冷却手段を講じて定格を下回る温度に下げ、動作クロックの向上を図る。冷却手段としては、空冷、水冷、液体窒素を用いた冷却などがある。更に、ペルティエ素子による冷却も組み合わせることがある。

## “カジュアルな”オーバークロック
半導体に詳しくない人でも可能な行為として、ハードウェア自体に特別な加工を施さず、安価なCPUとメモリを高クロックで動作させる方法がある。より高価なCPUに近い処理能力を得ることで得をした気分になることや、ベンチマークで好成績をおさめることを目的とする。

### 設定方法の推移

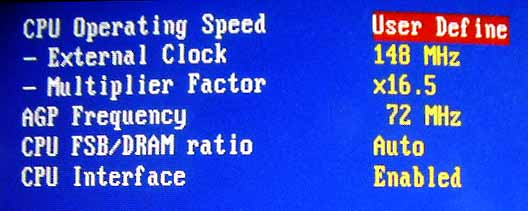
ABIT製NF7-SマザーボードのBIOS設定画面でAthlon XPプロセッサのFSB周波数 (External Clock) とクロック倍率 (Multipler Factor) を変更している様子。定格はFSB周波数が133MHz、クロック倍率は13.5倍である。

1995年頃に出回ったマザーボードでは、ジャンパピンの差し替えを行ってクロック周波数の変更を行った。その方法はマザーボードの説明書に明示されていたのでわかりやすい反面、ケースを開けて細かいジャンパを抜き差しするのが面倒だった。1997年頃からはジャンパピンの代わりにディップスイッチを備える製品が主流となり、ジャンパピンより楽に変更できるようになったが、やはりケースを開かなくてはならず、面倒である事に変わりがなかった。また、これらの方法は、物理的なジャンパピンやスイッチで設定を行う都合上、クロック周波数および倍率の設定できる組み合わせは限られていた。
1999年頃になるとBIOSの設定画面で変更できるようになり、面倒な点は大幅に改善された。2000年頃からはWindows用のブースト支援ツールを同梱する製品が現れた。ブースト支援ツールではオーバークロックを安全かつ確実に行えるよう、クロック周波数・電源・冷却ファンの回転数などを統合して管理できるようになっている。また、CPUを製造しているAMDが「AMD OverDrive」と呼ばれるオーバークロック用ツールを用意している。そして、このような設定ツールに対応するマザーボードの増加に伴い、従来は「禁じ手」とされたオーバークロックが、むしろ一種のセールスポイントのように扱われるようになってきた。
もちろん、たとえこのようなツールを用いたとしても、すべての製品で一様にオーバークロックができるわけではなく、何らかの事故が起きてもメーカーなどから一切の補償は行われない。

### リスク
オーバークロックは部品を定格よりも過酷な状態にし、時にCPUを破壊しうる行為であり、ふつう製品保証の対象とならない。カジュアルなオーバークロックは、上記いずれかの方法でFSBの周波数・CPU内部でのクロック倍率・CPUやメモリへの供給電圧を上げ、ヒートシンクやCPUクーラーを良く冷えると言われているものに交換する程度である。そのため、マザーボード上のDC-DCコンバータの能力不足やオーバーロードによるMOS-FETの焼損、温度上昇によるアルミ電解コンデンサの容量抜け、クロック上昇による消費電力の増大に伴う電源負荷の増大、PCIバスの規定以上のクロック動作に伴う信号化け等々の不具合を起こすことが多く、最悪の場合火災が発生する。また、加速劣化試験を行っているようなものなので、オーバークロックを達成した当初は問題なく稼働しているように見えても、数カ月後には動作不良に至ることもあり、場合によっては1日も持たないこともある。
同じCPUによっても、ロット（製造工場や出荷時期）の違いによって許容できる過負荷のマージン（許容範囲）がそれぞれ異なる。オーバークロッカーたちは情報交換を通じどのロットのマージンが広いか、狭いか、またどのように出回っているかを入念に調べている。販売店によってはそのようなユーザに対し好意的な取り扱いを行うところもあるが、全く逆の対応を示すこともある。大手業者の通信販売の場合はロットの指定はできない。
また、たとえマージンの広いとされる品を手に入れたとしても、定格以上の設定で動作しないといって不良品だと訴えることはできない。また、オーバークロックを防ぐためにクロック倍率を固定しているものも存在する。特に1996年頃からオーバークロックが簡単にできるようになった関係で、興味本位で行った結果「不当な」クレームを行うユーザが頻繁に現れ販売店が当惑する事態に陥った。どのような使い方であれ、定格外に設定した時点で（アンダークロックの場合も含む）製造メーカーも、販売店も保証を行う義務はなくなる。
オーバークロックを成功させる上では電源のことに意識を向けなければならない。クロック周波数の増加は消費電力の増加と、発熱の増加に直結する。したがって、定格で用いるよりも少し高めの電圧をCPUに供給しなければならない場合が一般的であるが、そのことが発熱を増やすため安定度がより失われることにもつながる。場合によっては定格よりも少し低めの電圧をCPUに供給してやるとうまくまとまることもある。このあたりには確実な方法は存在しないので、納得できるまでトライ＆エラーを繰り返すことになる。詳しくはカツ入れの記事を参照のこと。
電源ユニットの選定は、自作パソコンの分野において難度の高いテーマである。仮に希望する電力が充分に得られたとしても電源にノイズが混入していたり、電源の供給を受けるマザーボードの方が粗雑・低性能ならば良い結果を得られる確率が減少する。
電源の問題を万全に解決するにはオシロスコープなどの計測機器や、アナログ回路（特に電源関係）についてのスキルがどうしても必要であるため、それを持たない大多数のオーバークロッカーについての解決策は、口コミで評判の良い電源ユニットを買うか、手持ちの電源で何とかできる範囲で収めるかである。

## それ自体を目的とするオーバークロック

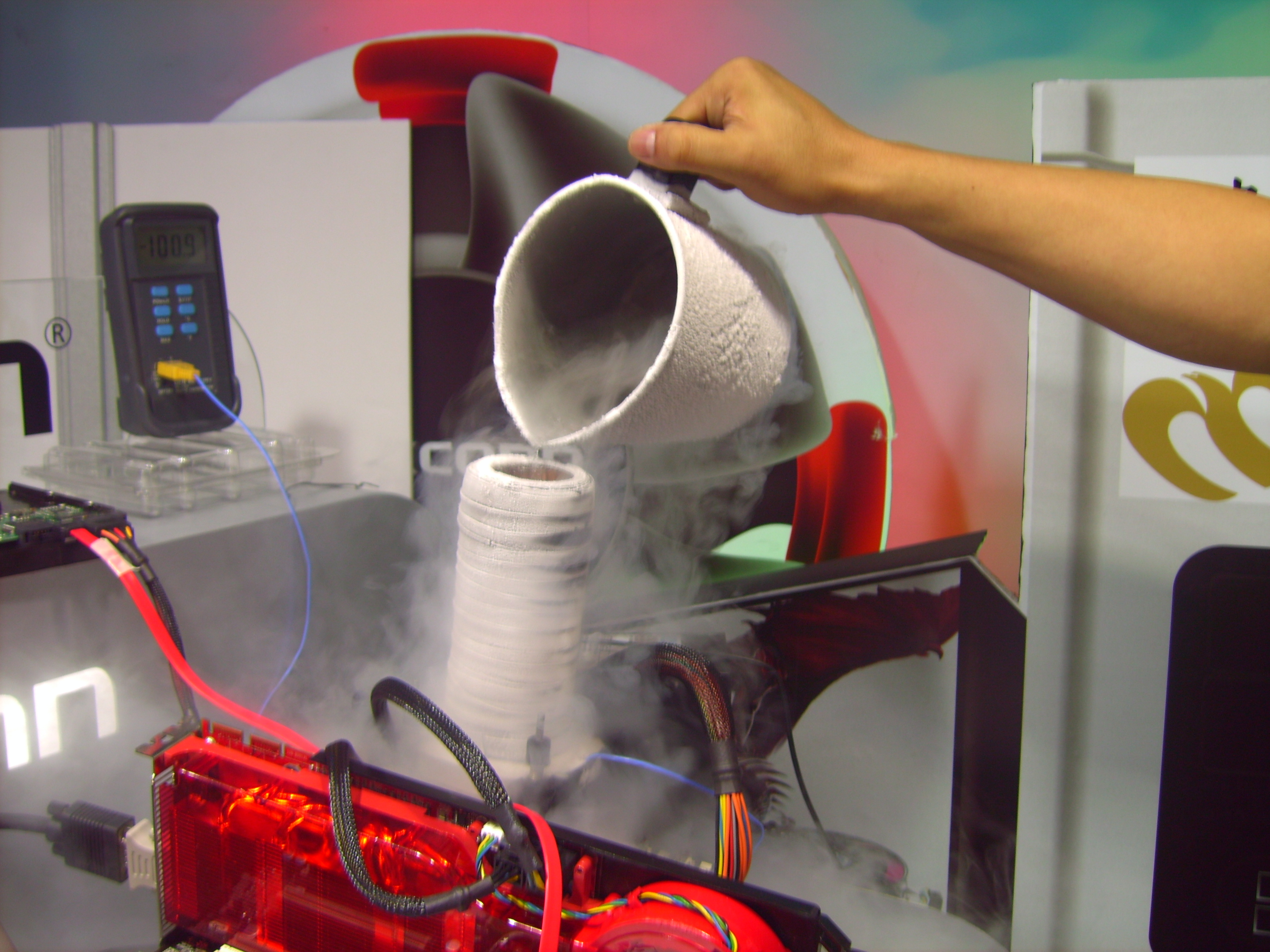
オーバークロックのための液体窒素注入

カジュアルなオーバークロックは、コストパフォーマンスを改善する可能性が含まれているが、それとは異なり、実用性やコストパフォーマンスを一切顧みず、とにかく高クロック・高パフォーマンスでの動作の追求のみを目的としてオーバークロックを行う者がいる。マザーボード上のDC-DCコンバータに手を入れるのを手始めに、CPUやメモリは選別品を用い、冷却にはペルティエ素子を併用した液冷や炭酸ガス冷却・液体窒素冷却など、通常のパソコンには用いられない、あるいは常用する事を前提としない手法までをも用いる。
ハードなオーバークロックは、モータースポーツにも相通じる。例えば、市販自動車のタイヤは少なくとも数年は良好な状態で使えるように設計されているが、競技用車両に用いるレーシングタイヤは「そのレースだけ」あるいは「想定した周回数分だけ」要求するスペックを維持できればよいという考え方で作られている。この考えと同様に、試合に勝つことを主目的に行われるオーバークロックにおいては、その試合で必要と想定された時間だけまともに動けばよいという考えで非常に極端なチューニングが施される。
オーバークロックマニアの間では、オーバークロックした上で、単純に周波数を競う者や、あるいはオーバークロックした上でさらにベンチマークを走らせ、そのスコアを競うものなどが存在する。どちらにおいても、証拠写真であるスクリーンショットを撮ってインターネット上にアップロードして発表することで正式な記録とすることが多い。周波数を競うものでは、過去には定格166MHzのMMX Pentiumを生ビール用炭酸ガスによって冷却することで、300MHz以上で動作させたり、2009年には液体窒素冷却を用いてエンジニアリングサンプル品ではあるがPhenom IIプロセッサをシングルコアで6.6GHzまで、クアッドコアで短時間ながら6GHzまで引き上げた実例がある。

## 宣伝のためのオーバークロック
オーバークロックがパーツ販売に際してセールスポイントとなったり、ある種の宣伝効果を持つ事も見られる。
自作パソコンが趣味として一定の市場を持つようになった頃から、CPUやマザーボード・CPUクーラー・ビデオカードなどの新製品の発売に際して、ハイエンドな自作パソコンのユーザーを中心にパーツのオーバークロックへの耐久性能（CPUクーラーの場合にはどれだけ冷却できるか）が大きな話題性を持つ事が見られている。また、パソコン雑誌やパソコンパーツ関係のニュースサイトなどで、技術系のライターがオーバークロックを実験した記事が掲載され、これが反響を呼び、大きな宣伝効果を持つことも見られる。記事中で特にオーバークロックへの耐性が高いと高評価を得たCPUモデルや特定のロットについては、電気街で自作パーツを中心に扱うパソコンショップなどで指名買いをする自作ユーザーが続出することも珍しくないなど、これら評価がCPU・パーツの販売量にも少なからず直結してくる事がある。
その為、インテル、AMDの両CPUメーカーやマザーボード・パーツの各メーカーにとっても、オーバークロックは表向きには推奨しなくとも、宣伝・セールス面で無視する事ができない要素になっている（AMDは宣伝の一環として、オーバークロック専用に製造されたCPUを景品にしたオーバークロック大会を開催するほどである）。実際、マスメディア対応の一つとして、オーバークロック関連の記事を多く執筆しているパソコン関係のライターがいる編集部などに対しては、予めその方向でテスト使用される事を前提として、オーバークロックへの耐性が高そうなパーツを選別してテスター品として提供する事もある。また、明らかにオーバークロックで使用される事を前提にした、インテルの「Extreme Edition」、AMDの「Black Edition」のようなクロック倍率を固定していないCPUや、自動調整のオーバークロック機能を搭載したマザーボード、常時オーバークロック状態で動作する事を前提とした設定のビデオカードやメモリも販売されている。
その他、パソコンショップの店頭などで、オーバークロック状態のパソコンを用いたベンチマークなどの実稼働展示が行われる事も見られる。

## オーバークロック済みの製品（ファクトリーオーバークロック）
製品の設計段階で「チップを選別する」「冷却を強化する」「駆動電圧を変える」などを行い、チップ単体の定格周波数を超える周波数で動作させるようにしたメモリ、ビデオカード、コンピュータなどの製品が存在している。
これらの製品はチップ定格としてはオーバークロックであっても、製品として規定された周波数の範囲内で使用していれば製品保証の対象となる。ただし、メモリをオーバークロック動作させる場合、マザーボードやCPU側のメモリクロックもオーバークロックとなるが、そちらは保証外となる。

## オーバークロックの手法
クロックオシレータ交換
Z80や6502の世代から行われていた伝統的な手法である。原発振器を略して原発乗っ取りなどと表現することもある。クロックモジュールを本来の周波数より高い周波数のものに交換することにより、CPUを高い周波数で作動させる。マザーボードの設計にもよるが、CPU以外へ供給するクロックとしても共用している場合は影響が大きく、キーボードが正しく操作できなかったり、ディスクドライブへのアクセスが不安定になることなどが見受けられた。
倍率変更
インテルのIntel DX4や後期型のPentium以降のCPUでは、それまでの固定逓倍率に変わってCPU内部クロックをシステムクロックを元に一定の逓倍率で生成し、逓倍率の決定・変更をCPU外部のマザーボード上で行うようになった。逓倍率決定のジャンパスイッチがマザーボード上に存在し、これを利用することでより安価な低逓倍率CPUをより高い逓倍率で強制的に動作させる、本記事の用語でいうところのカジュアルなオーバークロックが流行した。ジャンパスイッチの変更というハードウェア的変更を必要としないBIOSの設定で逓倍率を変えられるマザーボードが発売され、瞬く間にそういうマザーボードが主流にまでなった。しかし、ユーザー側に委ねていた逓倍率設定を悪用した低逓倍率CPUを高逓倍率製品と偽って販売するリマーク品が出現したことから、インテルは後期型のMMX Pentiumや後期型のPentium IIでは逓倍率を固定して予防するようになり、この方式は一旦終焉に至った。
逓倍率変更はメーカー非公認の方法だったが、公式の機能として消費電力の低減を意図して一定範囲で逓倍率変更を行うCPUが発売されると、公認された一定範囲で逓倍率を変更するという手法が再び利用されるようになった。後述のシステムクロック向上にて僅かしか上げられない製品が主流となると、変更可能な逓倍率の範囲が広い特製のCPUで逓倍率を変更する手法が2010年頃からの主流となっている。
システムクロックの向上（近年のマザーボードの場合）
低価格な低いシステムクロックで動作させるCPUを高価格な高いシステムクロックと同じクロックで動作させる事で、オーバークロックを行う方法。原理としては上述の「クロックオシレータ交換」と同じだが、マザーボードが複数のシステムクロックを生成できるように対応していることから、気軽に実施することが出来る。マザーボード上のジャンパースイッチやディップスイッチでの操作がBIOS設定内容の一部に含められ、さらには稼働中のOS上からも変更することも出来る製品が増えている。一つのクロックジェネレータから様々な逓倍率を掛けあわせてマザーボード全体にクロック信号を供給していた初期のマザーボードでは、システムクロックの変更がマザーボード全体の様々な部品の動作クロックに影響を与えていたが、CPUにはまだ余裕があっても一部の部品が過剰なクロック信号で正常に動作が出来なくなると、その時点が限界になってしまう。そこでクロック信号の供給を複数に分けることで、特定のクロック信号だけ変化させる、より高いクロックで動作させることが出来る製品も発売されるようになってきた。

## PC以外のオーバークロック
パーソナルコンピュータ以外の電子機器においても、クロックを変更する改造がなされることがある。

### ゲーム機
ゲーム機、特に『ゲームボーイ』を始めとする携帯型ゲーム機において、ゲームソフトの動作速度を変更するという目的でのオーバークロックが、一部のゲーマー達の間で行われている。当然ながら破損等のリスクを伴い、故障時にもメーカーなどからの保証を受けられなくなる行為である。
具体的な手法としては、本体を分解して、内蔵されている水晶振動子を任意の周波数のものと取り替えたり、あるいは並列させる。本来が4MHzの場合、8MHzのものに繋ぎ変えれば、本来の2倍の速度でゲームがプレイできることになる。水晶振動子と（必要なら）スイッチ、あとはハンダ付けの技術さえあれば比較的手軽に行える。ソフトとの相性にも左右されるが、例えば『ゲームボーイカラー』や『ゲームボーイアドバンス』は本来の2倍前後でも正常動作することが確認されている。なお、少なくとも上記の機種においてはもともとCPUの発熱が非常に少ないため、PCのように発熱などの問題に悩まされることはない。
アクションゲーム等においてスピードアップは単純な難易度上昇に繋がるので、遊び慣れたゲームにも新たな刺激を与えることができる。ロールプレイングゲーム等では経験値やアイテムを効率よく稼ぐことが可能になるので、時間が限られたプレイヤーでも十分に遊び込むことができるようになる。

### ポケットコンピュータ
モバイル機などではあえて低めのクロックで設計されることもあるが、電池の持続時間が最重要視されるポケットコンピュータでは、消費電力を抑えるため、動作可能な周波数よりもかなり低い周波数で動作させているものがあり、倍速でも（消費電力の激増を除けば）動作するものがあった。きっちり倍速のクロックモジュールが入手可能な場合、シリアル通信機能の通信速度を半分にすれば正常に通信できる、という利点があった。